# 土瓜灣站
土瓜灣站（英語：To Kwa Wan Station），位於香港九龍九龍城區土瓜灣馬頭圍道地底，是一個港鐵屯馬綫的鐵路車站，屬於沙田至中環綫（大圍至紅磡段）工程的一部分，車站於2021年6月27日啟用。

## 車站構造
土瓜灣站為一座地底車站，L1層為車站大堂；L2層為1號月台（屯馬綫往屯門）；L3層為機電層；而L4層則為2號月台（屯馬綫往烏溪沙）。而車站建築則採用混凝土結構。

### 樓層
|                   | 1 | 屯馬綫往屯門（何文田） |  |  |
| 側式 · 開左邊车门 |   |                        |  |  |

|                   |  | 屯馬綫往烏溪沙（宋皇臺） | 2 |  |
| 側式 · 開右邊车门 |  |                          |   |  |

### 大堂
車站大堂設有智能客務中心，並設置多個輕觸式屏幕可供乘客查詢行程及車站資訊。另外，大堂付費區內設有洗手間及育嬰間設施。
- 車站大堂（2023年7月）
- 大堂內設有智能客務中心（2021年6月）
- 大堂付費區內設有洗手間及育嬰間（2021年6月）
- 大堂內設有多功能售票機（2021年6月）

### 月台
由於車站設置於繁忙的馬頭圍道地底，兩旁樓宇非常密集，因此興建車站的施工空間十分有限，故車站須採用側疊形式興建兩個月台，但每層月台候車空間較何文田站觀塘綫月台寬敞。當中上層月台為1號月台（往屯門）；而下層月台則為2號月台（往烏溪沙），而屯馬綫列車並藉著該設計進行軌道疊落交換。另外月台牆身焗漆板亦印有前地鐵公司退休建築師區傑棠所書寫的站名書法大字。
- 1號月台（2024年8月）
- 2號月台（2024年8月）
- 連接大堂至L4層（2號月台）的扶手電梯及樓梯（2021年6月）

### 出入口
車站設有5個出入口，分別位於江蘇街、落山道、落山道遊樂場及馬頭圍道／土瓜灣道公園。
車站地面出入口設有玻璃，以讓天然光照射進出入口內，惟由於在2019年反修例運動期間，部分未啟用的車站出入口亦被破壞，港鐵其後以鐵皮遮蓋原玻璃位置，並在鐵皮髹上代表車站的藍色及印上車站的名稱（當中其中文站名為書法字），而有關鐵皮後期亦予已移除。
|                                          |                    | |      |  |
| 編號                                     | 指示               | 建議前往的目的地 | 圖片 |  |
| 出口 · A · 升降机标志 · 扶手电梯标志     | 炮仗街             | 炮仗街、貴州街、落山道、上鄉道、九龍城道、土瓜灣道、奥斯酒店、牛棚藝術村、U PLACE、寶馬大廈、金孚中心、綠在土瓜灣、九龍城碼頭、土瓜灣體育館、土瓜灣遊樂場、嘉景花園、港圖灣、翔龍灣、定安大廈、安和園、保良局林文燦英文小學（上鄉道）、保良局陳維周夫人紀念學校、土瓜灣市政大廈暨政府合署、偉恒昌新邨、欣榮花園、基督教香港信義會紅磡信義學校、 聖公會牧愛小學、聖公會聖匠小學 |      |  |
| 出口 · B · 扶手电梯标志                  | 樂民新村第一期     | 樂民新村第一期、壹號名薈、保良局林文燦英文小學 （農圃道）、保良局林文燦英文小學、獻主會聖馬善樂小學、鄧鏡波學校、香港小童群益會、靠背壟道遊樂場、半山壹號、翰畋、帝庭豪園、閩光書院、農圃道官立小學、新亞中學、協恩中學、英才職業技能培訓中心 |      |  |
| 出口 · C · 升降机标志 · 扶手电梯标志     | 樂民新村第二及三期 | 樂民新村第二及三期、香港聖公會牧愛堂、合誠商業大廈、高山道公園、高山劇場、七喜大廈、中華基督教會灣仔堂基道小學 （九龍城） |      |  |
| 出口 · C · 升降机标志 · 扶手电梯标志     | 樂民新村第二及三期 | 樂民新村第二及三期、香港聖公會牧愛堂、合誠商業大廈、高山道公園、高山劇場、七喜大廈、中華基督教會灣仔堂基道小學 （九龍城） |      |  |
| 出口 · D · 1 · 扶手电梯标志              | 浙江街             | 漆咸道北、紅磡商業中心、紅磡廣場、馬頭圍道、傲形、漆馬大廈 |      |  |
| 出口 · D · 2 · 升降机标志 · 扶手电梯标志 | 浙江街             | 浙江街、土瓜灣道、馬頭圍道、富薈馬頭圍酒店、唯一大廈、九龍城政府合署、海心公園、益豐大廈、陽光廣場、津匯、啟岸、VIVA、利·港灣18、保良局陳麗玲(百周年)學校、保良局顏寶鈴書院、旭日豪庭、環海東岸、土瓜灣浸信會、中華基督教會基道中學、慈恩學校 |      |  |
| 註： 設有 \| 設有扶手電梯                |                    | |      |  |

- 港鐵於各個出入口鐵板表面印有地鐵公司退休建築師區傑棠書寫的站名書法大字（2021年3月）
- 大堂近A、B出口位置，該處設有商店（2021年6月）
- 大堂近C、D出口位置（2021年6月）
- C出口設有扶手電梯、樓梯及升降機（2021年6月）
- 連接車站大堂至D出口通道（2021年6月）

### 社區設施
位於車站D出口外為馬頭圍道／土瓜灣道公園，原先已設有洗手間，港鐵在公園佔用部分空間以興建D出口，為方便市民，故港鐵亦特地在D出口一併興建洗手間以還原先前既有設施，此洗手間為少有位於港鐵車站結構非付費區的新建洗手間，該洗手間已於2022年2月開放，並由康文署管理。

### 車站藝術
現時土瓜灣站設有一組車站藝術品，則為由香港藝術家梁美萍小姐製作的《家》。該藝術品則根據逾百位土瓜灣街坊提供的家中物件製作相片，並印在車站玻璃板上以講述土瓜灣的故事，並寫下背後一個個尋常而獨一無二的故事。作品亦等同將車站成為時光錦囊，在環境變遷中將該區街坊的「家」中物件保存，並與每位乘客分享回憶。
| 土瓜灣站車站藝術概覽 | 土瓜灣站車站藝術概覽 | 土瓜灣站車站藝術概覽 | 土瓜灣站車站藝術概覽 | 土瓜灣站車站藝術概覽 | 土瓜灣站車站藝術概覽 |
| 圖片                 | 藝術品               | 藝術家               | 位置                 | 完成日期             |                      |
| -------------------- | -------------------- | -------------------- | -------------------- | -------------------- | -------------------- |
|                      | 《家》               | 梁美萍（香港）       | 車站大堂             | 2021年6月            |                      |

## 接駁交通及車費優惠
2022年1月3日，隨上述車費優惠結束，港鐵在欣榮商場設置適用於此站及宋皇臺站的港鐵特惠站，為使用成人八達通的乘客提供港幣2元車費優惠。

## 歷史
根據九廣鐵路公司對沙中綫的最終方案，車站會與原計劃中的宋皇臺站合併（當時分別稱為「馬頭圍站」及「土瓜灣站」），並命名為馬頭角站。但在2007年7月的運輸及房屋局的合併方案建議中，重新建議採用原來方案，分別興建車站及宋皇臺站。
由於政府取消啟德發展區填海計劃，啟德段走綫被大幅修改。2009年5月21日，香港多份報章報導港鐵推出馬頭圍至啟德一段走綫之修訂方案，車站將改設於馬頭圍道落山道遊樂場及土瓜灣市政大廈暨政府合署對出位置。
2021年2月16日，屯馬綫一期列車由當日起來回烏溪沙站與紅磡站進行營運測試，列車會繼續在烏溪沙站至啟德站之間載客。往啟德站的列車將於到達啟德站1號月台後清客，然後不載客繼續駛往紅磡站方向，中途途經土瓜灣站，最後在紅磡站新建月台折返往烏溪沙站方向，並於啟德站2號月台起載。

### 車站命名
此站原計劃名為馬頭圍站（英語：Ma Tau Wai Station），而政府於2010年11月憲報刊登的沙田至中環綫鐵路方案中仍繼續顯示其原稱馬頭圍站。以其所在的馬頭圍道而得名，唯車站實際上遠離馬頭圍邨，加上鄰接的宋皇臺站更接近馬頭圍邨，以馬頭圍作為車站名稱並不能達至指向作用，更被區內人士指出將會誤導乘客及公眾，引起爭議。
2017年9月，港鐵於尖東站舉辦招聘會所展示的全港鐵路路線圖上，車站獲標示為土瓜灣站，唯港鐵回覆查詢指出有關資料僅是港鐵用作內部參考用途，未能作實。然而直至同年11月，政府宣布車站定名為土瓜灣站，讓車站名稱更符合其所在位置及地理環境。時任運輸及房屋局常任秘書長（運輸）黎以德指出，為了回應地區及議會的訴求而決定將車站定名為土瓜灣站，期間又留意不少地區人士表示希望車站能夠反映有關宋朝古蹟的特色，因此政府決定將原稱「土瓜灣站」的車站更名為宋皇臺站，並希望這兩個車站的名稱更能反映地區的特色及讓沙中綫鐵路更能融入社區。

### 建造及啟用
土瓜灣站及宋皇臺站項目合約由「三星—新昌合營」取得，集團負責工程主要包括建造兩個鐵路車站以及全長約1.6公里的鐵路隧道。而車站最初預計2018年啟用，然而受沙中綫偷工減料醜聞影響而須延期。最終車站土木工程已於2019年12月底完成，並於2021年6月27日隨屯馬綫全綫通車而啟用。
另外，由車站啟用當日（2021年6月27日）至翌年1月1日期間，於土瓜灣站使用八達通出入閘的乘客每程亦可享港幣1元（成人）或0.5元（包括小童、長者、殘疾人士及學生）的車費扣減。

### 通車前開放日
港鐵於2021年6月12日在土瓜灣站舉行開放日。而開放日分為六個參觀時段，每個時段有兩百張入場券，每張券可供四位市民入場，全日吸引了約2,600名市民到場參觀。

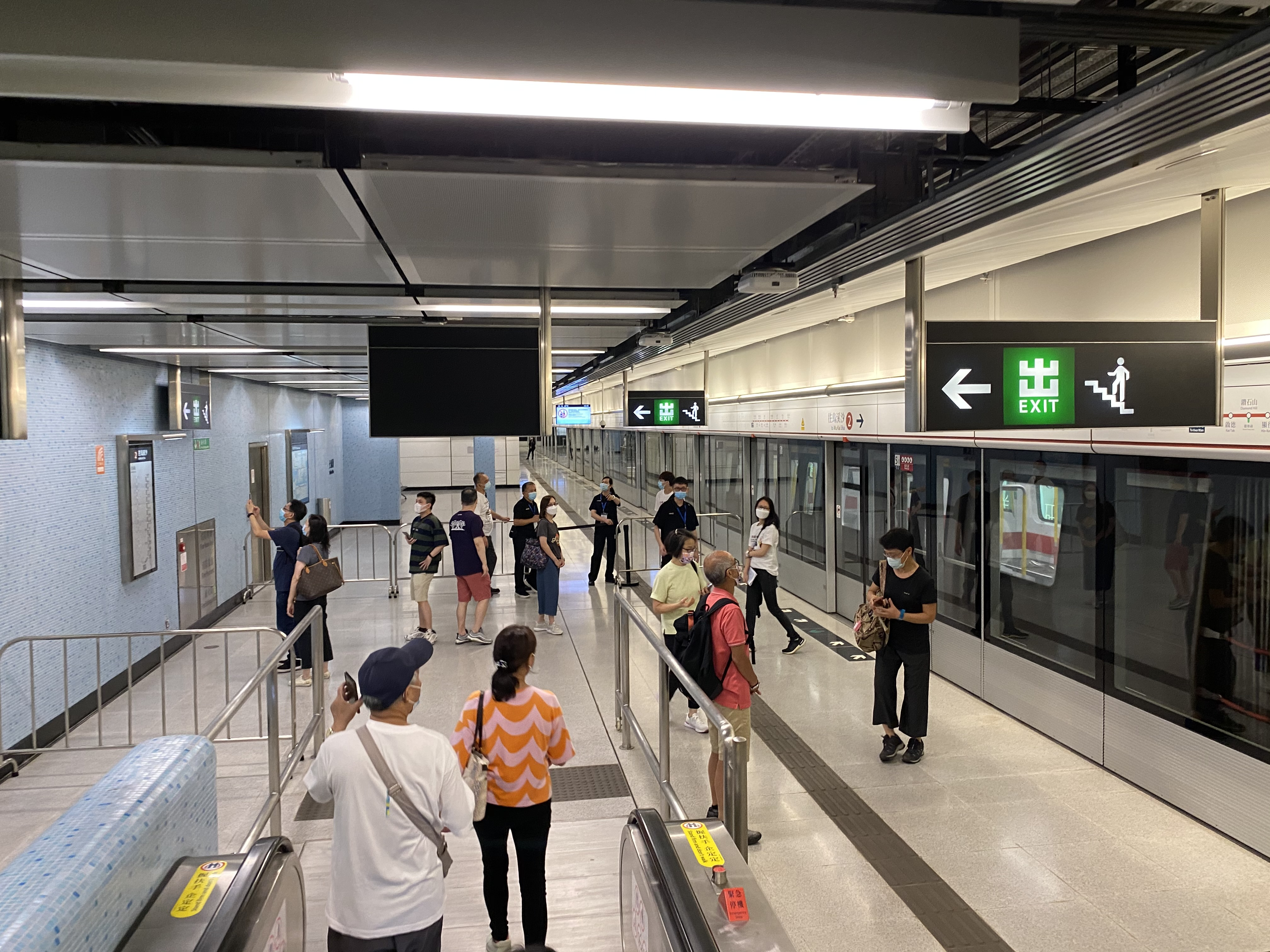
在開放日參觀車站的市民（2021年6月）
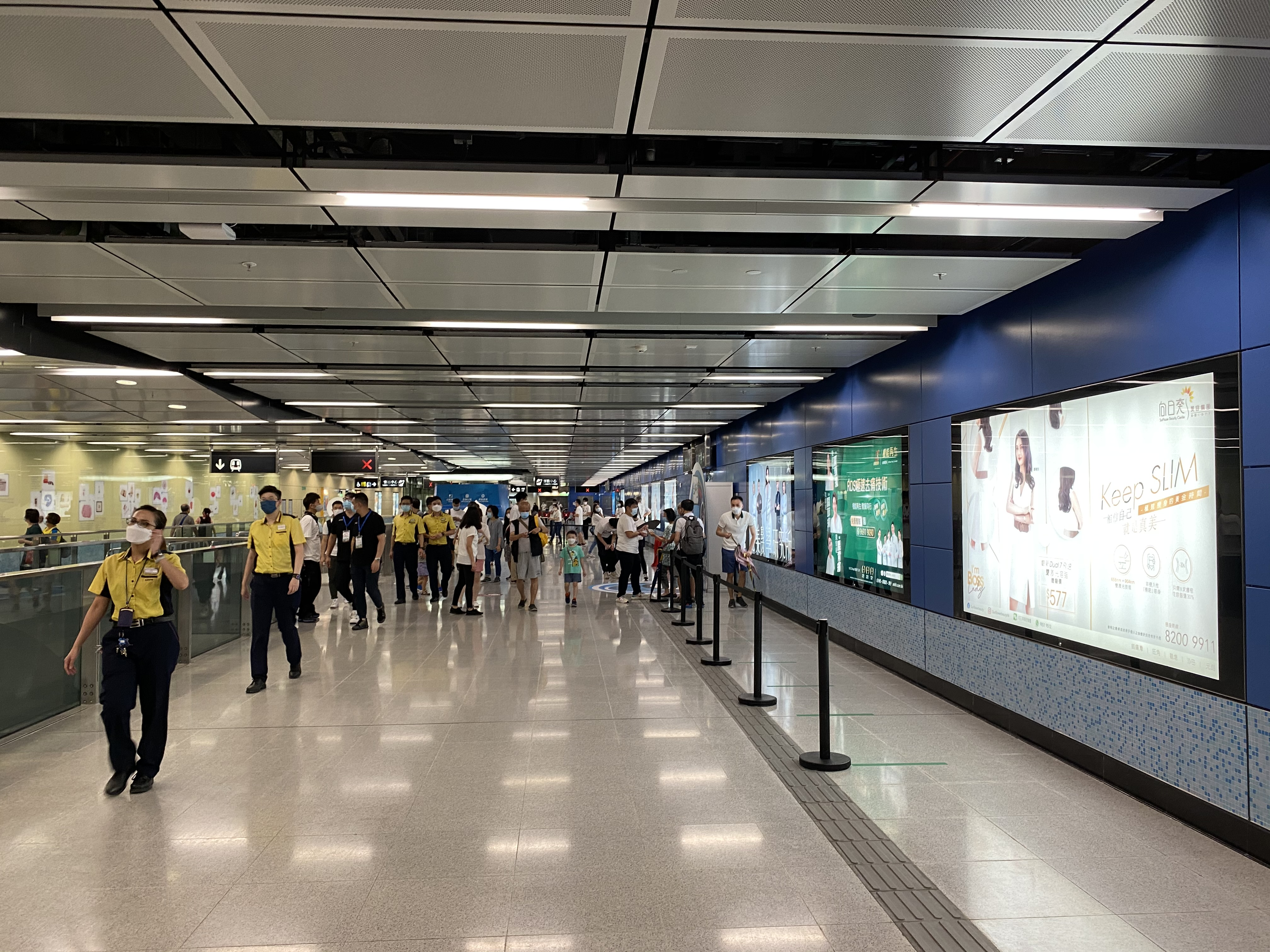
車站大堂有多名職員協助到場的市民（2021年6月）

### 啟用
隨著屯馬綫於2021年6月27日全綫通車，土瓜灣站亦於當日正式啟用，而當日土瓜灣站聯同宋皇臺站皆湧現人群，截至當晚8時，已有逾7.2萬人次皆在兩站進站。

## 工程

### 工程問題

#### 車站結構牆被剪走鋼筋
2018年6月12日，港鐵被揭發於車站連接月台及大堂的扶手電梯與樓梯之間的分隔牆疑未依照圖則進行，結構牆兩層鋼筋的其中一層被剪走，全幅牆身大約高20至30米，但港鐵的監工未有上報。而路政署於同月5日知悉事件後，於同日及同月7日要求港鐵公司就有關事件提供相關資料。不過港鐵回覆並未提供包括問題牆身的範圍、導致事故的原因、工程監管的情況及對結構的影響等資料。路政署在同月11日再去信港鐵，不滿港鐵未能及時通報有關事故，對此感失望及不能接受。要求港鐵於同月18日或之前提交報告詳細交代。
直到同月18日，路政署接獲港鐵通知，以公眾假期為由推遲至翌日提交，署方表示失望及不滿。時任署理行政長官張建宗表示，港鐵延遲提交報告的做法並不理想。
而根據調查報告顯示，站內另一條通道的同類牆壁亦有兩個位置，合共約41平方米牆面曾削筋。港鐵亦證實一名港鐵監督人員對承建商削筋仍知情不報，故亦對其已開始紀律程序。而港鐵沙中綫土木工程總經理黃智聰表示，已指示承建商鑿開涉事兩幅牆壁總約320平方米牆身，以確保符合圖則。

#### 工程致附近樓宇及煤氣管道沉降
2018年8月8日，有傳媒揭發2017年中港鐵撰寫的顧問內部報告，指出土瓜灣站附近出現大沉降。引發多達23幢周邊樓宇及地下喉管沉降超出容許上限，當中有7個位置超標；另有3處喉管沉降超標，但港鐵未有通知煤氣公司。不過港鐵及承建商未有按機制停工並繼續工程，而且沒有通報受影響居民。港鐵更向屋宇署申請放寬至少10幢大廈的沉降容許上限，其中馬頭圍道324號的唐樓放寬比率更高達4成。而路政署與港鐵在2017年已得悉沉降問題，但並無對外公佈。
而香港中華煤氣表示證實有4條喉管沉降超出上限：一處接駁位出現滲漏；而其中兩處須更換成韌性較強的聚乙烯管：一處是聚乙烯管，因此毋須更換；而另一處沒有用戶，因此關閉喉管隔離。港鐵指沉降過去一年平穩無再出現變化，會要求同事翻查資料。
當區議員查詢監測點資料時，港鐵以大廈沉降資料屬私隱為由，稱監察點數據不適合公開。區議員估計港鐵擔憂影響樓價而不公開。
同月16日，九龍城區議會下午召開特別會議討論事件。港鐵、中華媒氣及多個部門派代表出席。港鐵稱樓宇結構安全，但只有兩頁紙以解釋事件而未有公開土瓜灣站沉降數據，亦無正面回應傳媒揭發的沉降問題是否屬實。據港鐵提交立法會鐵路事宜小組委員會的文件，在全綫共131個超標的沉降監測點中，在36個位於土瓜灣站的監測點錄得沉降超標，一半涉及附近樓宇，受影響樓宇共有14座，最嚴重的一座港鐵錄得實際沉降約40.4毫米。

### 工程期間照片
| 照片 |
| --- |
| - A出口，暫時以鐵板封閉（2020年4月） - A出口外觀（2020年4月） - C出口外觀（2020年4月） - A出口（2018年12月） - B出口（2018年12月） - C出口（2018年12月） - D出口（2018年12月） - A出口（2018年5月） - B出口（2018年5月） - C出口（2018年5月） - D出口（2018年5月） - A出口（2017年10月） - B出口（2017年10月） - C出口（2017年10月） - D出口（2017年10月） - A出口升降機（2017年7月） - C出口（2017年7月） - A出口（2016年9月） - A出口升降機（2016年9月） - B出口（2016年9月） - C出口（2016年9月） - D出口（2016年9月） - A出口（2016年2月） - A出口（2015年7月） - A出口（2015年3月） - B出口（2015年7月） - B出口（2015年3月） - C出口（2015年7月） - C出口（2015年3月） - D出口（2015年7月） - D出口（2015年3月） - 月台明挖隨填（2014年10月） - A出口（2013年8月） - 準備建造的車站A出口（2013年1月） |

## 爭議
- 在2009年7月沙田至中環綫公眾諮詢大會的投影片，已經提及有地區人士和居民關注車站及出入口遠離九龍城舊區，故他們要求走綫更靠近九龍城舊區[34]。雖然其後走線改為在馬頭圍道，不過在車站投入服務後，仍然有民建聯區議員認為不少車站出入口遠離土瓜灣道、馬坑涌區一帶等住宅，更認為港鐵應考慮設置特惠站[35]。
- 自屯馬綫全綫開通後，服務土瓜灣區的巴士綫班次被削減，部分路綫（如九巴11號綫、85B綫）更被要求取消，讓區內居民需要支付較高車費出行[36]。
- 馬頭圍選區前議員曾健超指出車站的連接設施不足，四個出入口都只設有上行扶手電梯而未有下行扶手電梯，並且只有A、C－D出入口才有升降機，故對長者行動不便；而B出口更要步行80多級樓梯才能到達大堂[37]。
- 車站一帶舊樓宇林立，部分樓宇在通車前夕經常感到震動，未知是否與通車前試車時列車行駛有關[36]。

## 外部連結
- 港鐵公司－土瓜灣站街道圖（页面存档备份，存于）
- 港鐵公司－土瓜灣站位置圖（页面存档备份，存于）
- 港鐵公司－土瓜灣站列車服務時間 （页面存档备份，存于）
- 香港鐵路大典上的相关条目：土瓜灣站